# Mlýnské Struhadlo
Mlýnské Struhadlo là một làng thuộc huyện Klatovy, vùng Plzeňský, Cộng hòa Séc.